# Yimenosaurus
Yimenosaurus là một chi khủng long, được Bai vide Bai Yang J. & Wang G. H. mô tả khoa học năm 1990.